# Sameer Bhattacharya
Sameer Samuel Bhattacharya (31 de agosto de 1984), é um dos dois guitarristas da banda cristã de hard rock Flyleaf. Ele é um indo-americano de ascendência bengali. Em 2000, entrou para a banda Flyleaf através do baterista James Culpepper.